# Posjetitelji (televizijska serija)
Posjetitelji (eng. V) američka je znanstvenofantastična TV serija iz 2009., čije su dvije sezone emitirane na ABC-ju od 3. studenog 2009. do 15. ožujka 2011. Prerada je istoimene miniserije iz 1983. koju je stvorio Kenneth Johnson, a prati iznenadan dolazak tehnološki napredne izvanzemaljske rase koja naizgled dolazi u miru, ali zapravo ima zlokobne motive. Glavni glumci su Elizabeth Mitchell i Morena Baccarin, a izvršni producenti Scott Rosenbaum, Yves Simoneau, Scott Peters, Steve Pearlman i Jace Halll.

## Radnja
Divovski brodovi se pojavljuju iznad 29 glavnih gradova po cijelom svijetu, i Anna (Morena Baccarin), lijepa i karizmatična vođa vanzemaljskih "Posjetitelja", izjavljuje kako dolaze u miru. Posjetitelji tvrde da trebaju samo malu količinu Zemljinih resursa, i da su zauzvrat spremni dijeliti svoju naprednu tehnologiju i medicinska dostignuća. Dok mali broj ljudi počinje sumnjati u iskrenost naizgled dobronamjernih Posjetitelja, FBI-eva agentica Erica Evans (Elizabeth Mitchell) otkrije da su vanzemaljci zapravo reptili koji "nose" ljudsku kožu, kao i da se desetljećima infiltriraju u vlade, poslovni sektor i religijske institucije, a sada su u završnoj fazi plana osvajanja Zemlje. Erica ulazi u pokret otpora, u kojem je i Ryan Nichols (Morris Chestnut), Posjetiteljski "agent spavač", koji je s vremenom razvio ljudske emocije i sada želi spasiti čovječanstvo. Njihova pobuna postaje dio većeg pokreta otpora pod nazivom "Peta kolona", u kojem su i ljudi, ali i Posjetitelji koji se ne slažu s Anninim nedefiniranim, ali zlokobnim planovima za planet i čovječanstvo.

## Glumački sastav i likovi

### Glavni glumački sastav
- Elizabeth Mitchell kao Erica Evans – FBI-eva protuteroristička agentica, koja postaje vođa svjetske Pete kolone. Ironično, Erica razvija bliži odnos s Posjetiteljicom Lisom nego s vlastitim sinom Tylerom.
- Morris Chestnut kao Ryan Nichols – Posjetitelj koji se predstavlja kao čovjek, i petokolonaš koji pokušava potkopati Annine podmukle planove. Kasnije je prisiljen izdati Petu kolonu jer Anna ima njegovu kći. Kći ga zadavi dok ju pokušava maknuti s matičnog broda Posjetitelja (u New Yorku) na kraju 2. sezone.
- Joel Gretsch kao otac Jack Landry – katolički svećenik i bivši snajperist američke vojske, čija je nelagoda u vezi Posjetitelja ubrzo opravdana, kad, kao član Pete kolone otkrije Annine tajne planove.
- Logan Huffman kao Tyler Evans – Ericin sin, tinejdžer, član Posjetiteljskih "ambasadora mira" i Lisin dečko. S vremenom postaje bliži s Annom i udaljuje se od majke. Posjetitelji su mu kao bebi uklonili dio DNA, zbog čega mu je otac napustio majku jer je vjerovao da ga Erica vara. Ubije ga Lisina blizanka nakon parenja s njom na kraju 2. sezone.
- Lourdes Benedicto kao Valerie Stevens (1. sezona) – Ryanova zaručnica, koja u početku ne zna da je Ryan posjetitelj. Nakon što sazna za Ryanovu tajnu, Anna ju ubije nakon što rodi Ryanovo dijete, koje Anna uzme k sebi.
- Laura Vandervoort kao Lisa – Posjetiteljica i Tylerova djevojka, Annina kćer i buduća kraljica Posjetitelja. Postepeno prihvaća ljudske emocije tijekom prve sezone i postaje dio Pete kolone u završnici sezone. Lisa je bliža Erici nego svojoj majci, kojoj se često povjerava. U završnici druge sezone, Anna ju zatoči i zamijeni klonom (kojeg također glumi Laura Vandervoort).
- Charles Mesure kao Kyle Hobbs – bivši britanski vojnik Specijalne zračne službe (eng. Special Air Service, kratica SAS) i sadašnji plaćenik, na vrhu liste najtraženijih mnogih zakonskih organizacija. Postaje član Pete kolone. Posjetitelji ga ucjenjuju nekom njemu bliskom.
- Morena Baccarin kao Anna – hladna, dijabolički-manipulativna kraljica i vrhovna zapovjednica Posjetitelja. Održava lojalnost i kontrolu nad svojim podanicima kroz telepatski proces pacifikacije nazvan "blaženstvo".
- Scott Wolf kao Chad Decker – voditelj TV novosti, koji postaje glasnogovornik za Posjetitelje. Uhvaćen je između svoje novinarske etike i ambicije, kada položaj blizu Anne dolazi s cijenom. Postaje petokolonaš kad sazna mračnu istinu o Posjetiteljima, iako to Anna sazna tek u završnici 2. sezone.

## Produkcija
U svibnju 2009. serija je najavljena, a otkrivena su i imena izvršnih producenata: Scott Peters, Jace Hall, Steve Perelman, i Jeffrey Bell. Snimanje ostalih epizoda (nakon pilot epizode) započelo je 10. kolovoza 2009. Elizabeth Mitchell naglasila je kako će serija podsjetiti na najlegendarnije trenutke iz originalne franšize.
Peters je kasnije potvrdio kako će serija, osim potencijalnih glumaca koji su se pojavljivali i u miniseriji, samo davati "migove" na nju. Izjavio je da, ako pitate ljude koji su im najznamenitiji dijelovi iz miniserije, među najpopularnijim odgovorima bit će "golemi brodovi, crvene uniforme, Dianino jedenje hrčka i beba vanzemaljac", dodavši kako su i oni svjesni tih trenutaka, pa ih dodaju i u novu seriju kako bi "skinuli kapu" starijoj publici.
Dana 13. svibnja 2011. ABC je objavio da je serija otkazana.

### Reakcija na otkazivanje
Nakon što je ABC otkazao seriju u svibnju 2011., započela je kampanja "Projekt Alice", koja šalje pisma Warner Brosu kako bi obnovili seriju na drugom kanalu. Kampanja je u početku nastojala obnoviti seriju na TNT-u, a kasnije su napori usmjereni na CW Network. Obje mreže pripadaju Time Warneru.

## Vanjske poveznice
- Posjetitelji  na IMDb-u
- Posjetitelji  Arhivirana inačica izvorne stranice od 21. rujna 2016. (Wayback Machine) na TV.com
- Posjetitelji na TV Guide